# はみだし刑事情熱系
『はみだし刑事情熱系』（はみだしけいじ じょうねつけい）は、テレビ朝日・東映制作の刑事ドラマのシリーズ。
1996年から2004年まで計8シリーズ・全165回が制作され、テレビ朝日系列で毎週水曜21:00 - 21:54（JST）に放送された。放映当時の番組キャッチコピーは「手錠情主義」。また番組のタイトルロゴには、「HAMIDEKA」とアルファベットで略称が併記されている。

## 概要
柴田恭兵演じる高見兵吾を主人公に据え、彼が属する警視庁刑事部広域特別捜査隊（通称・広域）の面々が、犯罪の裏や過程にある非業や悪に対し必死に立ち向かう姿をアクションを交えて描いたドラマである。基本的には1話完結のストーリーが基本であるが、シリーズが進むにつれて事件の複雑化により、1話では解決できない2週1話完結のストーリーもあった他、高見と実の娘である根岸みゆきとの関係性、それにPART2での西崎と的場今日子を巡るエピソードのように、各レギュラーキャラクターにまつわるストーリーが回を跨いで展開される場合もある。
番組開始当初は銃撃戦やカーアクションなども積極的に描かれていたが、Part4以降はアクション要素は薄められ、人情路線が強まった。PART6ではイメージ一新を図るために登場人物のスタイルを変えるといった試みなども行われた。
各シリーズとも、テレビ朝日系列の水曜21時台に設けられている刑事ドラマ枠にて放送されており、放送期間は原則として各年度の下半期2クール（10月 - 翌年3月）が充てられていた。元々同枠の年度下半期には『さすらい刑事旅情編』（1988年 - 1995年）が放送されており、同シリーズに代わる長期シリーズとして定着した1990年代後半から2000年代初頭にかけての一時期には、年度上半期に放送されていた『はぐれ刑事純情派』と並んで同枠の定番シリーズの一つとしても数えられていた。
前出の「広域」は、犯罪の多様化・広域化という現代の犯罪事情に対応すべく新設された組織であり、臨海地区にある警察庁・検察庁合同庁舎内に本部を置いているとの設定がなされている。従来の所轄捜査・所轄署という概念を撤廃し、事件解決のためにあらゆる地で捜査するエキスパート集団であり、本庁の指令に応じて出動するが、所轄署からは畑違いのところから突然捜査に乗り出す集団と見られ煙たがられている。また広域捜査がテーマだったため、前述した臨海地区だけに限らず、墨田区や大田区を中心とした都内全域、さらには他県を舞台としたストーリーが展開される場合もある。

## 登場人物

### 警視庁刑事部広域特別捜査隊
高見兵吾
演 - 柴田恭兵
所轄署刑事課出身。階級は巡査部長。広域一の熱血刑事。
西崎駿一
演 - 風間トオル
警視庁刑事部捜査第一課特殊事件捜査係出身　階級は巡査部長（PART1 - PART3） → 警部補（PART4 - ）。高見が最も信頼する相棒。
杉浦克也
演 - 平泉成
所轄署刑事課課長代理および本部鑑識課出身。階級は警部。愛称は「杉さん」。
麻生たまき
演 - 黒谷友香（PART1 - PART3 第1話 / PART7 最終話）
所轄署少年課出身。階級は巡査。
秋本篤志
演 - 梅垣義明（PART1 - PART5 第7話・第21話・最終話 / PART7 最終話）
元マル暴刑事。階級は巡査長→巡査。
工藤丈彦
演 - 志村東吾
所轄署交通課（交通機動隊、白バイ隊員）出身。階級は巡査。
山口さくら
演 - 中山忍（PART3・PART4 第1話 - 第6話・第11話 - 最終話）
所轄署少年課出身。階級は巡査。
牧裕美
演 - 甲本雅裕（PART5 第8話 - 最終話 / PART6 第1話 / PART7 第9話・最終話）
秋本の異動に伴い広域に配属された。階級は巡査部長。
星野朝子
演 - 来栖あつこ（PART5・PART6 / PART7 最終話）
所轄署警務課出身。階級は巡査。
武田太郎
演 - 安藤亮司（PART6 - 最終章）
階級は巡査。
行沢正美
演 - 加藤麻里
階級は巡査。オペレーター。
倉石マミ
演 - 飛田恵里（PART6）

牧野ユカ
演 - 石井亜実（PART6）

広山ミホ
演 - 寺田奈美江（PART6）
内勤の女性警官。常に3人で行動している。
根岸玲子
演 - 風吹ジュン
高見兵吾の元妻。根岸みゆきの母親。警視庁レディース部隊出身。広域特別捜査隊・捜査課長のキャリア。階級は警視。
松尾菊枝
演 - 樹木希林（PART1 - PART7）
広域特別捜査隊・庶務係。階級は特任巡査部長。高見と根岸の良き理解者。
徳丸謙二郎
演 - 愛川欽也（PART1・PART2）
広域特別捜査隊長。階級は警視正。PART2終了時に定年退職。

### 警視庁本部
戸倉梢
演 - 伊藤かずえ（PART7 - 最終章）
階級は警部補。
藤波
演 - 長谷川初範（PART4 第2話・第12話 / PART5 第1話・第7話・第20話 / PART6 第14話）
警視庁刑事部管理官。階級は警視

### 警察関係者の家族
根岸みゆき
演 - 前田愛（PART1 - PART5）、木内晶子（PART6 - 最終章）
根岸玲子の一人娘。高見兵吾の実の娘。
杉浦幸恵
演 - 大路恵美
克也の一人娘。一時、高見兵吾に恋をした時期がある。
工藤（今村）愛子
演 - 山口香緒里（PART3 第13話 / PART4 第7話・第18話 / PART5 第7話・第21話 / PART6 第4話・第19話 / PART7 第8話 / 最終章 第9話・第10話・最終話）
元は不良少女。しかし、親友の白血病の発症を切っ掛けに、元の性格に戻る。施設出身。ビデオレンタルショップでバイトしていて工藤と知り合い交際を開始、広域帯のメンバーに祝福されて工藤と結婚した工藤の愛妻。
杉浦久美
演 - 姿晴香（最終章 第5話・第10話）
克也の妻。
安岡大吉（高見甲介）
演 - 中村嘉葎雄（最終章）
PART8後半の物語の鍵を握る人物で、心臓に持病がある。その正体は兵吾の父親。

### その他
的場今日子
演 - 床嶋佳子（PART2）
弁当の移動販売を行う女性。離婚歴があり、一人息子の雄人と二人暮らし。
的場雄人
演 - 青柳翔（PART2）
竹山と今日子の間に産まれた一人息子。
中山
演 - 石井洋祐（PART6）
みゆきがアルバイトしている喫茶店のマスター。
辻克子
演 - 柴田理恵（PART7 - 最終章）
みゆきの通っている大学の法医学教室助教授で監察医。

## スタッフ
演出には『ベイシティ刑事』以来水曜21時枠を支えてきた村川透や『あぶない刑事』の一倉治雄といった撮影所出身の映画監督を中心に据えつつ、当時テレビ朝日の社員ディレクターだった中野昌宏、5年D組所属の阿部雄一、当時ホリプロ所属の伊藤寿浩といったテレビ演出家もローテーションに加わっている。星田良子の演出回では、技術スタッフの多くも星田が所属する共同テレビジョンから派遣されていた。音楽監督には『大追跡』『あぶない刑事』をはじめ柴田恭兵出演のアクション作品を多数担当していた鈴木清司が水曜21時枠に初参加している。
- チーフプロデューサー - 小関明（テレビ朝日）、目黒正之（東映）
- プロデューサー - 田中芳之、稲垣健司（テレビ朝日）、香月純一、若松豪（東映）
- 脚本 - 今井詔二、尾西兼一、深沢正樹、日暮裕一、岡芳郎、いとう斗士八、田子明弘、小木曽豊斗、飯島早苗、山崎淳也、秦建日子、真部千晶、扇澤延男、友澤晃一、相内美生、横田理恵、加藤公平
- 監督・演出 - 村川透、一倉治雄、中野昌宏、伊藤寿浩、阿部雄一、息邦夫、原隆仁、道木広志、星田良子、高畑隆史、田中芳之、久野昌宏
- 音楽 - 中村幸代
  - 音楽監督 - 鈴木清司（PART5第12話除く）
  - 選曲 - 藤村義孝（PART5第12話のみ）
  - 音楽協力 - テレビ朝日ミュージック
- 撮影 - 緒方博、藤本茂、三浦孝夫、会田正裕、松本隆、木村祐一郎、山神俊二
- 編集 - 北澤良雄、村山勇二、日下部元孝、斉藤美津子
- 助監督 - 宮坂清彦、道木広志、高畑隆史、息邦夫、諸田敏、上山勝彦、皆川智之、安養寺工、大津是、東伸児、田村孝蔵、桜庭信一
- 技斗 - 高瀬将嗣
- プロット協力 - 福井康夫（「月刊ドラマ」入選作）（PART6第16話）
- カースタント - 武士レーシング
- 技術協力 - オーエイギャザリング
- 音響効果 - 大泉音映、大野義彦、伊東晃
- 編集・MA - TOVIC（東映化学）
  - ポスプロ（PART3第17話・第18話、PART5第12話） - バスク、スポット、ワインド・アップ
- 携帯電話等提供 - NTTドコモ
- 制作 - テレビ朝日、東映

## 主題歌
- PART1 - 中島みゆき「たかが愛」（ポニーキャニオン）[1]
- PART2 - 中島みゆき「愛情物語」（ポニーキャニオン）[2]
- PART3 - 髙橋真梨子「フレンズ」（ビクターエンタテインメント）[3]
- PART4 - 玉置浩二「虹色だった」（ファンハウス）[4]
- PART5 - 久保田利伸「Always Remain」（ソニー・ミュージックレコーズ）PART5コレクターズDVD発売時に使用出来ず、やむなくラストの音声を消去、別の音楽を収録し最終回スペシャルのエンディング曲では「はみだし刑事情熱系」のメインテーマが使用された[5]
- PART6 - 竹内まりや「ノスタルジア」（ワーナーミュージック・ジャパン）[6]
- 最終章 - 中島みゆき「たかが愛」（最終話EDのみ）

## 放送日程
各シリーズとも毎回のラストに、その日の事件やそのときに感じたことなどを表現した川柳を、高見が詠み上げて締めくくるというスタイルが採られている。例外として、PART7では玲子、みゆき、西崎、菊枝が川柳を読み上げる回もあった。

### PART1（1996年 - 1997年）
- 放送期間：1996年10月16日 - 1997年3月26日
- 放送回数：全22回
- 第22話（最終回）のみ、2時間枠での拡大スペシャル（20:00 - 21:54）として放送。
- 2024年にBS朝日で再放送が行われた際には、第1話・第2話のみ欠番として扱われた。

| 放送回                                                         | 放送日         | サブタイトル           | 脚本     | 監督     | 視聴率 |
| -------------------------------------------------------------- | -------------- | ---------------------- | -------- | -------- | ------ |
| 1                                                              | 1996年10月16日 | 広域殺人！偽証の女     | 今井詔二 | 一倉治雄 | 16.3%  |
| 2                                                              | 10月23日       | 副都心爆破3秒前        | 尾西兼一 | 一倉治雄 | 11.7%  |
| 3                                                              | 10月30日       | 殺人犯は花嫁の父       | 深沢正樹 | 中野昌宏 | 16.5%  |
| 4                                                              | 11月06日       | 大追跡！涙の手錠       | 深沢正樹 | 中野昌宏 | 18.0%  |
| 5                                                              | 11月13日       | 狙われた女刑事！       | 尾西兼一 | 村川透   | 16.3%  |
| 6                                                              | 11月20日       | 家族殺人！涙の絆       | 今井詔二 | 村川透   | 15.7%  |
| 7                                                              | 11月27日       | 愛憎のストーカー       | 深沢正樹 | 阿部雄一 | 16.1%  |
| 8                                                              | 12月04日       | 盗聴された女たち       | 今井詔二 | 阿部雄一 | 16.9%  |
| 9                                                              | 12月11日       | 逆転犯罪！喪服の女     | 日暮裕一 | 村川透   | 16.9%  |
| 10                                                             | 12月18日       | 凶弾！涙の逃亡者       | 今井詔二 | 村川透   | 08.9%  |
| 11                                                             | 1997年01月08日 | 逆転トリックの女       | 深沢正樹 | 中野昌宏 | 15.0%  |
| 12                                                             | 1月15日        | 殺人犯を愛した女       | 尾西兼一 | 中野昌宏 | 16.6%  |
| 13                                                             | 1月22日        | 殺人鬼！母の秘密       | 今井詔二 | 阿部雄一 | 18.9%  |
| 14                                                             | 1月29日        | レイプ！涙の銃弾       | 尾西兼一 | 村川透   | 17.7%  |
| 15                                                             | 2月05日        | 死体と寝ていた女       | 深沢正樹 | 村川透   | 16.5%  |
| 16                                                             | 2月12日        | 銃声！涙の盲導犬       | 今井詔二 | 中野昌宏 | 17.7%  |
| 17                                                             | 2月19日        | 強奪殺人！父の愛       | 日暮裕一 | 中野昌宏 | 18.1%  |
| 18                                                             | 2月26日        | 殺しの罠 父娘の絆      | 深沢正樹 | 伊藤寿浩 | 16.9%  |
| 19                                                             | 3月05日        | 金融殺人 偽証の女      | 尾西兼一 | 原隆仁   | 16.0%  |
| 20                                                             | 3月12日        | 偽札殺人！母の愛       | 尾西兼一 | 中野昌宏 | 16.4%  |
| 21                                                             | 3月19日        | 妻よ!! 涙の大捜査      | 今井詔二 | 中野昌宏 | 17.6%  |
| 22                                                             | 3月26日        | 広域殺人！記憶喪失の女 | 今井詔二 | 一倉治雄 | 18.0%  |
| 平均視聴率 15.5%（視聴率はビデオリサーチ調べ、関東地区・世帯） |                |                        |          |          |        |

### PART2（1997年 - 1998年）
- 放送期間：1997年10月8日 - 1998年3月25日
- 放送回数：全23回
- 以下の各話数は、放送枠を拡大の上でスペシャル版として放送された。
  - 第1話：2時間スペシャル（20:00 - 21:48）
  - 第11話：90分スペシャル（21:00 - 22:24）
  - 第23話（最終回）：2時間スペシャル（20:00 - 21:54）
    - 最終回は沖縄本島那覇市の渡嘉敷村でロケが行われた。
- 第3話は当初10月22日に放送予定であったが、当日に日本シリーズ第4戦の中継の延長が発生したため1週順延。

| 放送回                                                         | 放送日         | サブタイトル                            | 脚本         | 監督     | 視聴率 |
| -------------------------------------------------------------- | -------------- | --------------------------------------- | ------------ | -------- | ------ |
| 1                                                              | 1997年10月08日 | 東京〜札幌〜小樽 愛と復讐の銃弾         | 今井詔二     | 村川透   | 17.8%  |
| 2                                                              | 10月15日       | 復讐の婚約破棄！                        | 尾西兼一     | 一倉治雄 | 13.8%  |
| 3                                                              | 10月29日       | 父を夢みた凶悪犯                        | 尾西兼一     | 一倉治雄 | 15.8%  |
| 4                                                              | 11月05日       | 殺人懸賞金の女！                        | 今井詔二     | 中野昌宏 | 14.2%  |
| 5                                                              | 11月12日       | 理由なき通り魔！                        | いとう斗士八 | 中野昌宏 | 16.8%  |
| 6                                                              | 11月19日       | 密告殺人！娘の涙                        | 尾西兼一     | 阿部雄一 | 15.9%  |
| 7                                                              | 11月26日       | 結婚サギ殺人の女                        | 今井詔二     | 阿部雄一 | 16.1%  |
| 8                                                              | 12月03日       | バスジャック！恐怖の7時間・家族の絆     | 深沢正樹     | 村川透   | 18.8%  |
| 9                                                              | 12月10日       | 復讐殺人！ポケベルで呼び出された女      | 尾西兼一     | 村川透   | 18.4%  |
| 10                                                             | 12月17日       | 涙の離婚記念日 愛と憎しみの銃弾！       | いとう斗士八 | 一倉治雄 | 16.3%  |
| 11                                                             | 12月24日       | 首都圏大パニック！不連続殺人予告の謎!?  | 深沢正樹     | 阿部雄一 | 15.3%  |
| 12                                                             | 1998年01月07日 | 盲導犬は見た！殺人トリックと娘の涙      | 尾西兼一     | 一倉治雄 | 17.0%  |
| 13                                                             | 1月14日        | 3億円爆破殺人！いじめられた社宅の女     | 今井詔二     | 村川透   | 16.6%  |
| 14                                                             | 1月21日        | 涙の婚約破棄！殺人犯に狙われ続けた女    | 尾西兼一     | 村川透   | 15.6%  |
| 15                                                             | 1月28日        | 殺人懸賞金1000万要求！銭ゲバ女の涙…     | 深沢正樹     | 伊藤寿浩 | 16.6%  |
| 16                                                             | 2月04日        | 兵吾危機一髪!! 涙にぬれた母子手帳…      | 尾西兼一     | 伊藤寿浩 | 17.9%  |
| 17                                                             | 2月11日        | 殺人時効8時間前!! 逃走した命の恩人      | 今井詔二     | 村川透   | 15.7%  |
| 18                                                             | 2月18日        | 涙の緊急手術！凶弾に狙われた女医        | 深沢正樹     | 村川透   | 15.2%  |
| 19                                                             | 2月25日        | 爆破0秒前!! 息子を誘拐した父親!?        | 尾西兼一     | 息邦夫   | 15.6%  |
| 20                                                             | 3月04日        | 恐怖のビルジャック!! 人質にされた妻     | 深沢正樹     | 道木広志 | 16.4%  |
| 21                                                             | 3月11日        | 涙の緊急手配！改造拳銃を買った女        | 尾西兼一     | 阿部雄一 | 16.0%  |
| 22                                                             | 3月18日        | 復讐の爆破殺人！お父さんと呼ばれる日    | 深沢正樹     | 阿部雄一 | 17.1%  |
| 23                                                             | 3月25日        | 東京〜那覇〜渡嘉敷島 愛と死の復讐殺人！ | 今井詔二     | 一倉治雄 | 15.8%  |
| 平均視聴率 16.4%（視聴率はビデオリサーチ調べ、関東地区・世帯） |                |                                         |              |          |        |

### PART3（1998年 - 1999年）
- 放送期間：1998年10月7日 - 1999年3月24日
- 放送回数：全24回
- 第1話・第12話・第24話（最終回）は、90分枠でのスペシャル版（21:00 - 22:24）として放送された。
- BS朝日での再放送の際には、第1話・第12話・第17話・第18話・第19話・第21話・最終話が欠番として扱われた。

| 放送回                                                         | 放送日         | サブタイトル                                      | 脚本         | 監督     | 視聴率 |
| -------------------------------------------------------------- | -------------- | ------------------------------------------------- | ------------ | -------- | ------ |
| 1                                                              | 1998年10月07日 | 東京湾爆破1秒前!! 炎に消された女                  | 今井詔二     | 村川透   | 13.8%  |
| 2                                                              | 10月14日       | 強奪された花嫁！二人の父の哀しい秘密              | 深沢正樹     | 村川透   | 14.6%  |
| 3                                                              | 10月21日       | 愛と復讐の逃亡者！生まれくる命のために            | 尾西兼一     | 一倉治雄 | 15.3%  |
| 4                                                              | 10月28日       | 女系家族の復讐！消えた逃走車の謎                  | 尾西兼一     | 村川透   | 18.1%  |
| 5                                                              | 11月04日       | 殺人教師!? 残された涙のメッセージ…                | 深沢正樹     | 一倉治雄 | 16.4%  |
| 6                                                              | 11月11日       | 涙の銃弾！父を知らない娘のために…                 | いとう斗士八 | 中野昌宏 | 15.8%  |
| 7                                                              | 11月18日       | 身代わりの女！銃口を向けられて…                   | 今井詔二     | 中野昌宏 | 15.6%  |
| 8                                                              | 11月25日       | 恐怖の銀行ジャック！哀しき父の叫び                | 田子明弘     | 阿部雄一 | 16.8%  |
| 9                                                              | 12月02日       | 凶弾の記憶喪失！男と女、涙の逃避行…               | 深沢正樹     | 阿部雄一 | 19.4%  |
| 10                                                             | 12月09日       | 復讐のリストラ殺人！父と子の悲しい絆              | 尾西兼一     | 息邦夫   | 14.2%  |
| 11                                                             | 12月16日       | 取調室の女！完全犯罪のトリックを暴け              | 今井詔二     | 息邦夫   | 16.2%  |
| 12                                                             | 12月23日       | 日本横断・涙の大誘拐!! 雪のアルペンルートを追え！ | 深沢正樹     | 一倉治雄 | 15.2%  |
| 13                                                             | 1999年01月06日 | 裏切りの強奪殺人！犯罪者を愛した刑事!?            | いとう斗士八 | 村川透   | 15.8%  |
| 14                                                             | 1月13日        | 衝撃の愛憎殺人！樹海に捨てられた女                | 尾西兼一     | 村川透   | 15.5%  |
| 15                                                             | 1月20日        | 復讐の警官殺人魔！妻が残した涙の手紙              | 小木曽豊斗   | 中野昌宏 | 15.8%  |
| 16                                                             | 1月27日        | 広域VS本庁！涙の捜査・撃たれた婚約者              | 岡芳郎       | 中野昌宏 | 16.3%  |
| 17                                                             | 2月03日        | 兵吾と玲子〜非情の運命！盗撮された妻              | 深沢正樹     | 星田良子 | 16.3%  |
| 18                                                             | 2月10日        | 兵吾と玲子〜離婚の理由と許されぬ愛…               | 深沢正樹     | 星田良子 | 18.4%  |
| 19                                                             | 2月17日        | 2月17日の恐怖！命を賭けた殺人ゲーム               | 尾西兼一     | 村川透   | 16.9%  |
| 20                                                             | 2月24日        | 涙の千羽鶴！愛憎殺人・黄色タオルの謎              | 今井詔二     | 村川透   | 16.2%  |
| 21                                                             | 3月03日        | 恐怖のストーカー殺人！声なき少女の涙              | いとう斗士八 | 道木広志 | 16.8%  |
| 22                                                             | 3月10日        | 悲しみの殺人目撃証言！10年待った女                | 尾西兼一     | 息邦夫   | 17.4%  |
| 23                                                             | 3月17日        | ノンストップ3時間 愛と友情の大追跡!!              | 深沢正樹     | 息邦夫   | 16.6%  |
| 24                                                             | 3月24日        | 東京－小樽－敦賀 涙の日本海殺人ルート！           | 今井詔二     | 一倉治雄 | 17.6%  |
| 平均視聴率 16.2%（視聴率はビデオリサーチ調べ、関東地区・世帯） |                |                                                   |              |          |        |

### PART4（1999年 - 2000年）
- 放送期間：1999年10月6日 - 2000年3月29日
- 放送回数：全24回
- 以下の各話数は、放送枠を拡大の上でスペシャル版として放送された。
  - 第1話：2時間スペシャル（20:00 - 21:54）
  - 第2話・第11話・第23話：90分スペシャル（21:00 - 22:24）
  - 第24話（最終回）：2時間スペシャル（20:00 - 21:48）
- BS朝日での再放送時には、第1話・第2話・第8話・第11話・第16話・第20話・第23話・最終話が欠番として扱われた。

| 放送回                                                         | 放送日         | サブタイトル                                                                 | 脚本         | 監督     | 視聴率 |
| -------------------------------------------------------------- | -------------- | ---------------------------------------------------------------------------- | ------------ | -------- | ------ |
| 1                                                              | 1999年10月06日 | 東京〜函館 謎の連続殺人！ついに訪れた告白の瞬間!?                            | 今井詔二     | 村川透   | 18.1%  |
| 2                                                              | 10月13日       | 愛と哀しみの殺意 告白が変えた2人の関係！                                     | いとう斗士八 | 阿部雄一 | 21.4%  |
| 3                                                              | 10月20日       | 愛と涙の追跡!! 一発の銃弾に命を賭けて                                        | 尾西兼一     | 中野昌宏 | 15.9%  |
| 4                                                              | 10月27日       | 魔の殺人トリック！狙われた女キャリア                                         | 尾西兼一     | 中野昌宏 | 14.8%  |
| 5                                                              | 11月03日       | 哀しき殺人メール！涙の叫びは届くのか                                         | 今井詔二     | 阿部雄一 | 17.3%  |
| 6                                                              | 11月10日       | 逃走した殺人刑事!? 娘に賭けた命と涙…                                         | いとう斗士八 | 阿部雄一 | 15.0%  |
| 7                                                              | 11月17日       | 涙の広域大捜査網！父として娘として…                                          | 尾西兼一     | 一倉治雄 | 15.8%  |
| 8                                                              | 11月24日       | 身代金と消えた刑事！秘められた女の事情                                       | 今井詔二     | 一倉治雄 | 18.3%  |
| 9                                                              | 12月01日       | 妻に捧げる涙の殺人 置き去りにされた娘                                        | 深沢正樹     | 村川透   | 18.3%  |
| 10                                                             | 12月08日       | 疑惑の強盗爆弾犯!? 兵吾の過去を知る男                                        | 飯島早苗     | 村川透   | 17.2%  |
| 11                                                             | 12月22日       | 死なないで兵吾君!! 聖夜に響く娘の叫び                                        | 尾西兼一     | 中野昌宏 | 15.6%  |
| 12                                                             | 2000年01月05日 | 広域ジャック8時間！リベンジ！涙の告発                                        | 深沢正樹     | 阿部雄一 | 16.5%  |
| 13                                                             | 1月12日        | 追跡！涙の拳銃密売 愛が殺意に変わる時…                                       | いとう斗士八 | 阿部雄一 | 14.5%  |
| 14                                                             | 1月19日        | 悲しき冬の殺人者！小犬と涙と女弁護士                                         | 深沢正樹     | 一倉治雄 | 16.4%  |
| 15                                                             | 1月26日        | 危険なくちびるの罠！哀しみの殺人目撃者                                       | 今井詔二     | 一倉治雄 | 16.6%  |
| 16                                                             | 2月02日        | 涙を凍らせた殺人者 運命の青いカクテル                                        | 山崎淳也     | 高畑隆史 | 15.9%  |
| 17                                                             | 2月09日        | 男と女…哀しき再会 25年目の冬の銃弾！                                         | 尾西兼一     | 息邦夫   | 18.0%  |
| 18                                                             | 2月16日        | 恋する刑事の純情…銃弾の雨に賭けた命                                          | 深沢正樹     | 阿部雄一 | 17.4%  |
| 19                                                             | 2月23日        | 初恋の人は殺人犯!? 哀しきOL連続殺人                                          | いとう斗士八 | 阿部雄一 | 16.2%  |
| 20                                                             | 3月01日        | 涙と執念の単独捜査 罠にはまった女達！                                        | 深沢正樹     | 村川透   | 16.7%  |
| 21                                                             | 3月08日        | ネット殺人を暴け!! 真実と嘘のセクハラ                                        | 秦建日子     | 村川透   | 15.9%  |
| 22                                                             | 3月15日        | 留置場に入った兵吾 恋するサギ師の涙！                                        | 飯島早苗     | 道木広志 | 16.1%  |
| 23                                                             | 3月22日        | 傷ついた娘、ら致された母 そして離婚の真相…                                   | 尾西兼一     | 中野昌宏 | 15.5%  |
| 24                                                             | 3月29日        | ありがとうみゆき 君に会えてよかった… 父が残した涙の遺書 爆弾の雨と死の商人!! | 今井詔二     | 阿部雄一 | 13.6%  |
| 平均視聴率 17.3%（視聴率はビデオリサーチ調べ、関東地区・世帯） |                |                                                                              |              |          |        |

### PART5（2000年 - 2001年）
- 放送期間：2000年10月4日 - 2001年3月28日
- 放送回数：全24回
- 同シリーズのみ、放送時間が6分繰り上げの20:54 - 21:48とされた。
- 以下の各話数は、放送枠を拡大の上でスペシャル版として放送された。
  - 第12話：2時間スペシャル（20:54 - 23:04）
  - 第23話：90分スペシャル（20:54 - 22:24）
  - 第24話（最終回）：2時間スペシャル（20:00 - 21:48）
- BS朝日での再放送時には、第1話・第2話・第4話 - 第7話・第12話・第14話・第15話・第22話・第23話・最終話が欠番として扱われた。

| 放送回                                                         | 放送日         | サブタイトル                                                            | 脚本         | 監督     | 視聴率 |
| -------------------------------------------------------------- | -------------- | ----------------------------------------------------------------------- | ------------ | -------- | ------ |
| 1                                                              | 2000年10月04日 | リミットは48時間!! 東京-台北、涙の国際捜査                              | 今井詔二     | 阿部雄一 | 13.6%  |
| 2                                                              | 10月11日       | 拳銃を撃たせた女！父、娘の留学に悩む                                    | 尾西兼一     | 一倉治雄 | 14.0%  |
| 3                                                              | 10月18日       | 912名の人質!! 娘が残した5つの約束…                                      | いとう斗士八 | 一倉治雄 | 12.2%  |
| 4                                                              | 10月25日       | 17歳の反抗と逃亡 娘が去った父と母…                                      | 飯島早苗     | 村川透   | 14.8%  |
| 5                                                              | 11月01日       | ミュールの女と刑事！愛と友情の間で…                                     | 真部千晶     | 村川透   | 14.1%  |
| 6                                                              | 11月08日       | 被害者遺族の凶弾!! 娘から届いたビデオ                                   | 扇澤延男     | 一倉治雄 | 13.6%  |
| 7                                                              | 11月15日       | 死ぬな秋本!! 男の涙と意地・最後の闘い                                   | 尾西兼一     | 一倉治雄 | 14.1%  |
| 8                                                              | 11月22日       | その男、犯人と交渉するにあたり…！                                       | いとう斗士八 | 阿部雄一 | 13.1%  |
| 9                                                              | 11月29日       | 銃弾の雨と一億円と水びたしにされた女                                    | 山崎淳也     | 阿部雄一 | 13.3%  |
| 10                                                             | 12月06日       | 誘拐トリックの誤算 夫のDV・妻の不倫                                     | 友澤晃一     | 道木広志 | 13.5%  |
| 11                                                             | 12月13日       | 死者が仕掛けた爆弾 涙のタイムリミット                                   | 岡芳郎       | 道木広志 | 13.2%  |
| 12                                                             | 12月27日       | 今世紀最大の事件発生!! テロ組織VS広域                                   | いとう斗士八 | 星田良子 | 11.7%  |
| 13                                                             | 2001年01月10日 | 涙の狙撃犯!! 悪女を守る男達                                             | 尾西兼一     | 阿部雄一 | 13.4%  |
| 14                                                             | 1月17日        | 母と息子、哀しみの再会…涙の親子時計                                     | 真部千晶     | 高畑隆史 | 13.3%  |
| 15                                                             | 1月24日        | ピッキング殺人の謎 結婚したい女の意地                                   | 扇澤延男     | 高畑隆史 | 11.3%  |
| 16                                                             | 1月31日        | 婚約指輪と涙の取調室！逃走した人質!?                                    | 相内美生     | 一倉治雄 | 10.0%  |
| 17                                                             | 2月07日        | 冬の海と35年目の恋 殺意の偽装トリック                                   | 尾西兼一     | 一倉治雄 | 10.6%  |
| 18                                                             | 2月14日        | 殺意の限界！妻に捧げる涙の離婚届…                                       | 横田理恵     | 阿部雄一 | 12.5%  |
| 19                                                             | 2月21日        | 身代金を運ぶサギ師 涙の大芝居                                           | いとう斗士八 | 阿部雄一 | 10.2%  |
| 20                                                             | 2月28日        | 哀しき命令無視!! 愛した父は戻らない…                                    | 岡芳郎       | 中野昌宏 | 12.5%  |
| 21                                                             | 3月07日        | 兵吾と玲子が仲人!? 花嫁を狙う死の嫉妬                                   | 真部千晶     | 中野昌宏 | 11.3%  |
| 22                                                             | 3月14日        | 3つの顔の女スリ!? 復讐の指先                                            | 飯島早苗     | 田中芳之 | 10.9%  |
| 23                                                             | 3月21日        | 愛する娘が目撃者…狙われた涙のステージ！                                 | 秦建日子     | 息邦夫   | 10.8%  |
| 24                                                             | 3月28日        | 涙の再会…娘へ父の最後の言葉！ 東京−長崎 九十九島に秘められた悲しき過去… | 尾西兼一     | 村川透   | 11.8%  |
| 平均視聴率 11.9%（視聴率はビデオリサーチ調べ、関東地区・世帯） |                |                                                                         |              |          |        |

### PART6（2001年 - 2002年）
- 放送期間：2001年10月3日 - 2002年3月27日
- 放送回数：全24回
- 第1話・第12話は2時間枠でのスペシャル版（20:00 - 21:48）として放送。
- BS朝日での再放送時には、第1話・第3話・第5話・第7話 - 第9話・第11話・第12話・第18話・第21話・第22話・最終話が欠番として扱われた。

| 放送回                                                         | 放送日         | サブタイトル                                         | 脚本         | 監督     | 視聴率 |
| -------------------------------------------------------------- | -------------- | ---------------------------------------------------- | ------------ | -------- | ------ |
| 1                                                              | 2001年10月03日 | 恋人たちの復讐…!! 大パニック！涙の叫び               | いとう斗士八 | 中野昌宏 | 13.5%  |
| 2                                                              | 10月10日       | 娘の彼は父の部下!? 恋の秘密が始まった                | 秦建日子     | 道木広志 | 10.7%  |
| 3                                                              | 10月17日       | 母娘の恋？父が気づかぬ別れの予感…!!                  | 秦建日子     | 道木広志 | 13.0%  |
| 4                                                              | 10月24日       | 爆走！追跡リベンジ 元妻の再婚宣言…!?                 | 秦建日子     | 道木広志 | 11.6%  |
| 5                                                              | 10月31日       | 2人の男が娘の悩み 浮気の監視トリック                 | 岡芳郎       | 一倉治雄 | 12.0%  |
| 6                                                              | 11月07日       | 泣かない女の殺意!! 写真誌が狙う人妻…                 | 尾西兼一     | 一倉治雄 | 11.5%  |
| 7                                                              | 11月14日       | 兵吾出廷す!? 引き裂かれた元夫婦の絆…                 | 真部千晶     | 田中芳之 | 12.1%  |
| 8                                                              | 11月21日       | 復讐の銃弾！夫婦の幸せを奪う記憶喪失                 | 扇澤延男     | 道木広志 | 10.3%  |
| 9                                                              | 11月28日       | 娘よ、君と暮したい 残された凶器の謎!!                | いとう斗士八 | 村川透   | 11.4%  |
| 10                                                             | 12月05日       | 涙の医療ミス殺人!! 父と娘の危険な同居                | 相内美生     | 村川透   | 12.7%  |
| 11                                                             | 12月12日       | 危機一髪!! 銃弾の雨と命を賭けた刑事!!                | 尾西兼一     | 高畑隆史 | 12.3%  |
| 12                                                             | 12月19日       | サンタからの脅迫状 狙われた広域隊！                  | 岡芳郎       | 一倉治雄 | 12.7%  |
| 13                                                             | 2002年01月09日 | リミットまで走れ!! 離婚夫婦の罪と罰…                 | 尾西兼一     | 道木広志 | 10.0%  |
| 14                                                             | 1月16日        | 殺人者は誰だ!! 絶望からはい上がる女…                 | 真部千晶     | 道木広志 | 11.6%  |
| 15                                                             | 1月23日        | 女達の取調室！秘められた純愛                         | いとう斗士八 | 村川透   | 12.0%  |
| 16                                                             | 1月30日        | 子連れ女刑事の暴走 消えた弾丸                        | 相内美生     | 村川透   | 11.9%  |
| 17                                                             | 2月06日        | 殺意に燃えた女たち 雪山に響く涙の銃声                | 横田理恵     | 高畑隆史 | 12.4%  |
| 18                                                             | 2月13日        | 少年と刑事、涙の絆 哀しき複合殺人の謎                | 岡芳郎       | 一倉治雄 | 11.6%  |
| 19                                                             | 2月20日        | 妻殺しトリックの謎 まだ見ぬ子への誓い                | 岡芳郎       | 高畑隆史 | 10.8%  |
| 20                                                             | 2月27日        | 母より深く愛して!! 誘拐犯が愛した子供                | 真部千晶     | 阿部雄一 | 12.1%  |
| 21                                                             | 3月06日        | ご注文は殺人事件!? 密室レストランの謎                | いとう斗士八 | 阿部雄一 | 11.0%  |
| 22                                                             | 3月13日        | 涙の密室侵入!? 禁じられた父子の仕事…                 | 加藤公平     | 道木広志 | 11.5%  |
| 23                                                             | 3月20日        | 目撃者は白骨死体!? 元妻の涙に捧げる愛                | 尾西兼一     | 道木広志 | 08.7%  |
| 24                                                             | 3月27日        | 東京−沖縄、犯人と逃亡した妻!? 涙の復讐!! 父娘の叫び… | 今井詔二     | 阿部雄一 | 15.6%  |
| 平均視聴率 11.7%（視聴率はビデオリサーチ調べ、関東地区・世帯） |                |                                                      |              |          |        |

### PART7（2003年）
- 放送期間：2003年1月8日 - 3月19日
- 放送回数：全11回
- 第11話（最終回）は2時間枠でのスペシャル版（20:00 - 21:48）として放送。BS朝日での再放送時には、この最終話のみ欠番として扱われた。

| 放送回                                                         | 放送日  | サブタイトル                                                                                        | 脚本            | 監督     | 視聴率 |
| -------------------------------------------------------------- | ------- | --------------------------------------------------------------------------------------------------- | --------------- | -------- | ------ |
| 1                                                              | 1月08日 | 帰ってきた兵吾！激白…俺が殺した!!                                                                   | 尾西兼一        | 村川透   | 12.4%  |
| 2                                                              | 1月15日 | 暴走デカ生中継!? 息子の罪に母の答えは                                                               | 尾西兼一        | 村川透   | 13.6%  |
| 3                                                              | 1月22日 | 消えたピアニスト！頭の中の交換殺人？                                                                | 岡芳郎          | 阿部雄一 | 14.3%  |
| 4                                                              | 1月29日 | 声にならない友情！逆狙撃…俺が標的だ                                                                 | 岡芳郎 加藤公平 | 阿部雄一 | 12.1%  |
| 5                                                              | 2月05日 | 人質は水槽に？密室の刑事と仮面の女！                                                                | 尾西兼一        | 道木広志 | 11.6%  |
| 6                                                              | 2月12日 | 警官はなぜ死んだ？父の背中が遺した愛                                                                | 尾西兼一        | 道木広志 | 13.8%  |
| 7                                                              | 2月19日 | 霊安室の白い女？法医学トリックの悲劇                                                                | 真部千晶        | 久野昌宏 | 11.8%  |
| 8                                                              | 2月26日 | 愛する妻娘が！4つの爆弾を抱いた刑事                                                                 | 加藤公平        | 道木広志 | 11.1%  |
| 9                                                              | 3月05日 | 家庭内暴力…悲劇の連鎖が子供を変えた                                                                 | 真部千晶        | 阿部雄一 | 11.8%  |
| 10                                                             | 3月12日 | 最後の事件簿！菊枝の涙と告白                                                                        | 岡芳郎          | 道木広志 | 15.1%  |
| 11                                                             | 3月19日 | さよなら私が愛した刑事たち！ 東京〜新潟、白鳥が見た母子の叫び 7年愛…涙の指輪!! 愛を信じた最後の闘い | 尾西兼一        | 阿部雄一 | 12.4%  |
| 平均視聴率 12.7%（視聴率はビデオリサーチ調べ、関東地区・世帯） |         | |                 |          |        |

### クリスマススペシャル（2003年）
- 2時間枠でのスペシャル版（21:30 - 23:24）として放送。

| 放送日         | サブタイトル                                                                                       | 脚本            | 監督     | 視聴率 |
| -------------- | -------------------------------------------------------------------------------------------------- | --------------- | -------- | ------ |
| 2003年12月24日 | 尾道〜しまなみ海道 港から消えた女！悲劇を結ぶ赤い花の謎!? 立ち上がれ兵吾！お前の刑事魂は死んだのか | 岡芳郎 真部千晶 | 阿部雄一 | 11.8%  |

### 最終章（2004年）
- 放送期間：2004年4月14日 - 6月30日
- 放送回数：全12回
- BS朝日での再放送時には、第1話・第2話が欠番として扱われた。

| 放送回                                                        | 放送日  | サブタイトル                         | 脚本              | 監督     | 視聴率 |
| ------------------------------------------------------------- | ------- | ------------------------------------ | ----------------- | -------- | ------ |
| 1                                                             | 4月14日 | 父は生きていた…衝撃の最期            | 尾西兼一          | 村川透   | 08.8%  |
| 2                                                             | 4月21日 | 幼き兄妹の涙…炎の中の親子愛          | 尾西兼一          | 村川透   | 08.8%  |
| 3                                                             | 4月28日 | カーテン越しの密室殺人…消えた血痕！  | 加藤公平          | 阿部雄一 | 09.8%  |
| 4                                                             | 5月05日 | 水族館大パニック！捨てられた母の記憶 | 真部千晶          | 阿部雄一 | 09.2%  |
| 5                                                             | 5月12日 | 折り鶴の涙 奪われた娘の未来…         | 岡芳郎            | 道木広志 | 08.6%  |
| 6                                                             | 5月19日 | 父の殉職！パンダがくれた愛情         | 真部千晶          | 道木広志 | 08.1%  |
| 7                                                             | 5月26日 | 兵吾と親父〜ついに再会！船上の告白…  | 尾西兼一          | 久野昌宏 | 09.5%  |
| 8                                                             | 6月02日 | 逃亡犯と暮らした女 DNA鑑定の弱点！   | 真部千晶          | 久野昌宏 | 08.2%  |
| 9                                                             | 6月09日 | 狙われた6月の花嫁 ケーキに隠した殺意 | 真部千晶          | 阿部雄一 | 07.0%  |
| 10                                                            | 6月16日 | 死ぬな杉浦刑事！娘の婚約…涙の捜査線  | 加藤公平 真部千晶 | 阿部雄一 | 10.5%  |
| 11                                                            | 6月23日 | 完結前編〜父にかけた涙の手錠         | 今井詔二          | 村川透   | 10.2%  |
| 12                                                            | 6月30日 | 絶命！愛する家族に捧げる最後の言葉   | 今井詔二          | 村川透   | 12.0%  |
| 平均視聴率 9.2%（視聴率はビデオリサーチ調べ、関東地区・世帯） |         |                                      |                   |          |        |

## 備考
- PART2の第6話は、ゲスト出演者が後年起こした不祥事によりBS・CS（テレ朝チャンネル）での放送が見送られている。一方で、同じくCS放送の東映チャンネルでは放送実績がある他、DVD-BOXも不祥事発覚前の発売だったことから、他の話数と同様に収録されている。
- PART5の第14話も、諸事情により一時期地上波での再放送が見送られており、BS朝日でPART5が再放送された際にも同様の扱いとされた。こちらも2015年の東映チャンネルでの再放送時には放送実績があるほか、2019年10月発売のパート5コレクターズDVDボックスにも、他の話数と同様に収録されている。
- 最終章の第12話（最終回）で、工藤刑事が乗る覆面パトカーとして伊藤かずえの愛車Y31シーマがカメオ出演している。
- 同じく最終章では、テレビ朝日の現職女性アナウンサー数人（上山千穂、村上祐子）が鑑識役で出演した[8]。

## 関連商品

### サウンドトラック
- はみだし刑事情熱系 サウンド・トラック（1996年11月21日発売、ポニーキャニオン）
- harvestシリーズ（ヤマハミュージックコミュニケーションズ）中村幸代が手がけたテレビ番組の音楽集で、本シリーズからも一部の楽曲が収録されている。
- harvest （2000年11月22日発売）全14曲中、PART1・4・5で使われたBGMが3曲収録。
- harvest-MOTHER EARTH （2004年6月23日発売）全17曲中、PART7で使われたBGMが1曲収録。

### 写真集
- はみだし刑事情熱系 写真集（1999年10月10日発売、テレビ朝日事業局出版部）

### DVD
いずれも発売元はベストフィールド、販売元は東映・東映ビデオ。
- はみだし刑事情熱系 PART1 コレクターズDVD（デジタルリマスター版）（2019年1月9日発売）
- はみだし刑事情熱系 PART2 コレクターズDVD（デジタルリマスター版）（2019年2月6日発売）
- はみだし刑事情熱系 PART3 コレクターズDVD（デジタルリマスター版）（2019年6月12日発売）
- はみだし刑事情熱系 PART4 コレクターズDVD（デジタルリマスター版）（2019年7月10日発売）
- はみだし刑事情熱系 PART5 コレクターズDVD（デジタルリマスター版）（2019年10月9日発売）
- はみだし刑事情熱系 PART6 コレクターズDVD（デジタルリマスター版）（2019年11月13日発売）
- はみだし刑事情熱系 PART7 コレクターズDVD（デジタルリマスター版）（2019年12月4日発売）
- はみだし刑事情熱系 最終章コレクターズDVD（デジタルリマスター版）（2020年1月8日発売）

## ネット局
| 放送対象地域  | 放送局           | 系列                                         | ネット形態 |
| ------------- | ---------------- | -------------------------------------------- | ---------- |
| 関東広域圏    | テレビ朝日       | テレビ朝日系列                               | 制作局     |
| 北海道        | 北海道テレビ     | テレビ朝日系列                               | 同時ネット |
| 青森県        | 青森朝日放送     | テレビ朝日系列                               | 同時ネット |
| 岩手県        | 岩手朝日テレビ   | テレビ朝日系列                               | 同時ネット |
| 宮城県        | 東日本放送       | テレビ朝日系列                               | 同時ネット |
| 秋田県        | 秋田朝日放送     | テレビ朝日系列                               | 同時ネット |
| 山形県        | 山形テレビ       | テレビ朝日系列                               | 同時ネット |
| 福島県        | 福島放送         | テレビ朝日系列                               | 同時ネット |
| 新潟県        | 新潟テレビ21     | テレビ朝日系列                               | 同時ネット |
| 長野県        | 長野朝日放送     | テレビ朝日系列                               | 同時ネット |
| 静岡県        | 静岡朝日テレビ   | テレビ朝日系列                               | 同時ネット |
| 富山県        | 北日本放送       | 日本テレビ系列                               | 遅れネット |
| 石川県        | 北陸朝日放送     | テレビ朝日系列                               | 同時ネット |
| 福井県        | 福井放送         | 日本テレビ系列 テレビ朝日系列                | 遅れネット |
| 中京広域圏    | 名古屋テレビ     | テレビ朝日系列                               | 同時ネット |
| 近畿広域圏    | 朝日放送         | テレビ朝日系列                               | 同時ネット |
| 鳥取県 島根県 | 山陰中央テレビ   | フジテレビ系列                               | 遅れネット |
| 広島県        | 広島ホームテレビ | テレビ朝日系列                               | 同時ネット |
| 山口県        | 山口朝日放送     | テレビ朝日系列                               | 同時ネット |
| 岡山県 香川県 | 瀬戸内海放送     | テレビ朝日系列                               | 同時ネット |
| 愛媛県        | 愛媛朝日テレビ   | テレビ朝日系列                               | 同時ネット |
| 高知県        | テレビ高知       | TBS系列                                      | 遅れネット |
| 徳島県        | 四国放送         | 日本テレビ系列                               | 遅れネット |
| 福岡県        | 九州朝日放送     | テレビ朝日系列                               | 同時ネット |
| 長崎県        | 長崎文化放送     | テレビ朝日系列                               | 同時ネット |
| 熊本県        | 熊本朝日放送     | テレビ朝日系列                               | 同時ネット |
| 大分県        | 大分朝日放送     | テレビ朝日系列                               | 同時ネット |
| 宮崎県        | テレビ宮崎       | フジテレビ系列 日本テレビ系列 テレビ朝日系列 | 遅れネット |
| 鹿児島県      | 鹿児島放送       | テレビ朝日系列                               | 同時ネット |
| 沖縄県        | 琉球朝日放送     | テレビ朝日系列                               | 同時ネット |

## BS放送
下記の日程にてBS朝日で放送されている。
- パート1
  - 2007年10月5日 - 2008年3月21日（毎週金曜23時00分 - 23時55分 / 再放送：毎週日曜13時00分 - 13時55分）
  - 2015年4月6日 - 同年5月28日（月曜 - 木曜17時00分 - 18時00分）
- パート2
  - 2010年9月6日 - 同年10月15日（月曜 - 木曜18時00分 - 18時55分）
  - 2011年6月16日 - 同年7月25日（月曜 - 木曜18時00分 - 18時55分）2011年はスペシャル回の放送は無し
  - 2015年6月1日 - （月曜 - 木曜17時00分 - 18時00分）
- 2003年クリスマスSP
  - 2015年1月28日（11時00分 - 12時55分）
  - 2015年3月2日（16時25分 - 18時30分）

## CS放送
下記の日程にてテレ朝チャンネル、東映チャンネルで放送されている。

### テレ朝チャンネル
- パート1 － 2005年3月4日 - 2005年7月29日
- パート2 － 2005年10月21日 - 2006年4月7日、2024年2月26日 - 2024年3月7日、同年4月3日 - 4月12日
- パート3 － 2006年5月12日 - 2006年10月27日
- パート4 － 2006年11月17日 - 2007年5月4日
- パート5 － 2007年5月18日 - 2007年11月2日
- パート6 － 2007年11月30日 - 2008年5月30日
- パート7 － 2008年6月6日 - 2008年8月15日
- 最終章 － 2008年9月5日 - 2008年11月21日

すべて初回放送は毎週金曜19時00分 - 20時00分。その他リピート放送や再放送多数あり。

### 東映チャンネル
- パート1 - 2014年6月10日[9] - 2014年8月26日
- パート2 - 2014年9月2日 - 2014年12月2日
- パート3 - 2014年12月9日 - 2015年3月10日
- パート4 - 2015年3月17日 - 2015年6月23日
- パート5 - 2015年6月30日 - 2015年9月29日
- パート6 - 2015年10月6日 - 2016年1月12日
- パート7 - 2016年1月12日 - 2016年3月10日

すべて初回放送は毎週火曜15時00分 - 17時00分で基本的に2話ずつ放送。90分、120分、150分スペシャルの場合は1話のみ放送。そのほか毎週火曜4時00分 - 6時00分と9時00分-11時00分。